# Jan Cederquist
Jan Sven Bertil Cederquist, född 15 augusti 1936, död 7 juli 2009, var en svensk reklamman. 
Jan Cederquist var verksam som copywriter i 30 år inom reklambranschen. Efter att ha börjat sin reklamkarriär på Gumælius gick han vidare till Arbmans under ledning av Leon Nordin. 1973 startade Jan Cederquist reklambyrån Hall & Cederquist tillsammans med art directorn Lars Hall. Byrån blev snabbt en av landets mest framgångsrika, med kampanjer för bland annat Wasabröd, LRF och Samarin. Byrån såldes sedan till Young & Rubicam. Tillsammans med Hall var Cederquist en av de första att belönas med Platinaägget, den svenska reklambranschens finaste utmärkelse. Jan Cederquist är begravd på Lidingö kyrkogård.